# Condado de Allamakee
El condado de Allamakee (en inglés: Allamakee County, Iowa), fundado en 1847, es uno de los 99 condados del estado estadounidense de Iowa. En el año 2000 tenía una población de 14 675 habitantes con una densidad poblacional de 9 personas por km². La sede del condado es Waukon.

## Historia
El Condado de Allamakee, fue formado el 20 de febrero de 1847 a partir de territorio libre.

## Geografía
Según la Oficina del Censo, el condado tiene un área total de 1706 km² (658,7 mi²), de la cual 1656 km² (639,4 mi²) es tierra y 50 km² (19,3 mi²) es agua.

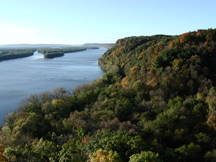
Vista del río Misisipi desde Efigie Mounds National Monument.

### Condados adyacentes
- Condado de Houston norte
- Condado de Vernon noreste
- Condado de Crawford este
- Condado de Clayton sur
- Condado de Winneshiek oeste
- Condado de Fayette suroeste

## Demografía
En el 2000 la renta per cápita promedia del condado era de $33 967, y el ingreso promedio para una familia era de $40 589. El ingreso per cápita para el condado era de $16 599. En 2000 los hombres tenían un ingreso per cápita de $26 122 contra $19 098 para las mujeres. Alrededor del 9,60% de la población estaba bajo el umbral de pobreza nacional.
| 1900   | 1910   | 1920   | 1930   | 1940   | 1950   | 1960   | 1970   | 1980   | 1990   | 2000   |
| ------ | ------ | ------ | ------ | ------ | ------ | ------ | ------ | ------ | ------ | ------ |
| 18 711 | 17 328 | 17 258 | 16 328 | 17 184 | 16 351 | 15 982 | 14 968 | 15 108 | 13 855 | 14 675 |

## Localidades

### Ciudades
Harpers Ferry |
Lansing |
New Albin |
Postville‡ |
Waterville |
Waukon 

### Municipios
Center |
Fairview |
Franklin |
French Creek |
Hanover |
Iowa |
Jefferson |
Lafayette |
Lansing |
Linton |
Ludlow |
Makee |
Paint Creek |
Post |
Taylor |
Union City |
Union Prairie |
Waterloo 

## Principales carreteras
| - U.S. Highway 18 - U.S. Highway 52 - Carretera de Iowa 9 | - Carretera de Iowa 26 - Carretera de Iowa 51 - Carretera de Iowa 76 |

### Periódicos locales
- Waukon Standard
- Postville Herald-Leader